# دي أودي ميرديك
دي أودي ميرديك (بالهولندية: De Oude Meerdijk) هو ملعب لكرة القدم يقع في مدينة إمين، هولندا.
يُعتبر الملعب الرئيسي لنادي إيمن حيث يتسع الملعب لـ 8,600 متفرج.

## التاريخ
دي أودي ميرديك، الذي كان يُعرف سابقاُ باسم ملعب ميرديك (1977-2001) ملعب يونيف (2001-2013) جينز فيتنج (2013-2017)، هو ملعب متعدد الاستخدامات. يتم استخدامه حاليًا في الغالب لمباريات كرة القدم وهو الملعب الرئيسي لنادي نادي إيمن. يتسع الملعب لـ 8600 شخص وتم بناؤه عام 1977. تم تجديده بالكامل سنة 2001.
تم افتتاح الملعب في 27 أغسطس 1977. كان الملعب تبلغ سعته الإجمالية 12000 ومجهز بمدرج واحد ومناطق وقوف على الجوانب الأخرى. في أوائل التسعينيات، أعلن الاتحاد الملكي الهولندي لكرة القدم أنه اعتبارًا من عام 2000، يجب أن تتكون ملاعب كرة القدم الهولندية من مقاعد فقط. بعد ذلك، تم إطلاق عدة خطط لزيادة عدد المقاعد. كان هناك حديث أيضًا عن بناء ملعب جديد في مكان آخر في إمين. تم تجديد الملعب أربع مرات (في 1994 و 1996 و 1997 و 2001)، بحيث أصبح الآن به 8600 مقعد مغطى فقط.
في عام 2005، كان الملعب أحد الملاعب المضيفة لبطولة العالم للشباب لكرة القدم.
منذ يونيو 2014، يتكون الملعب في الملعب من عشب صناعي.

## صور

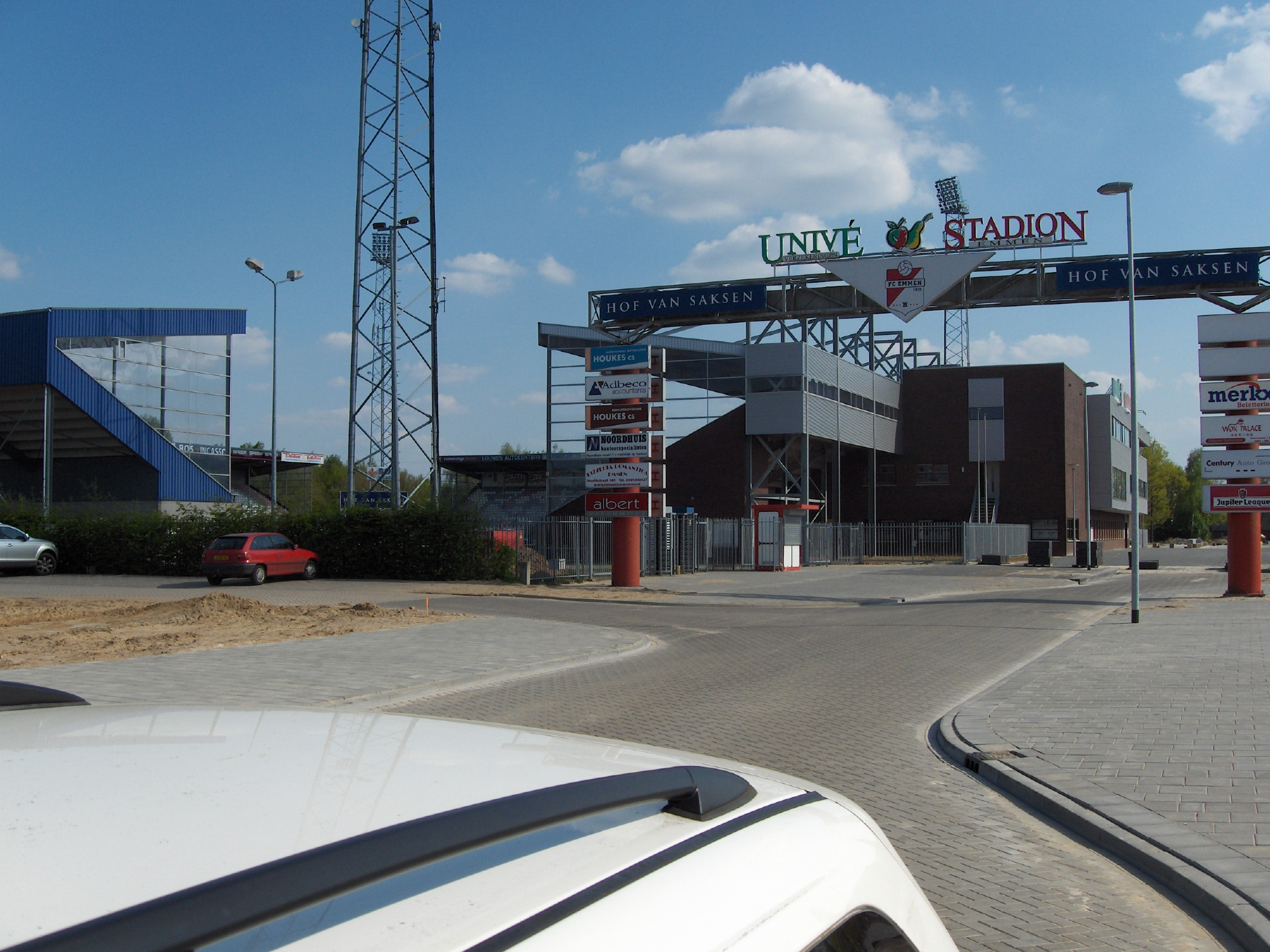
المدخل
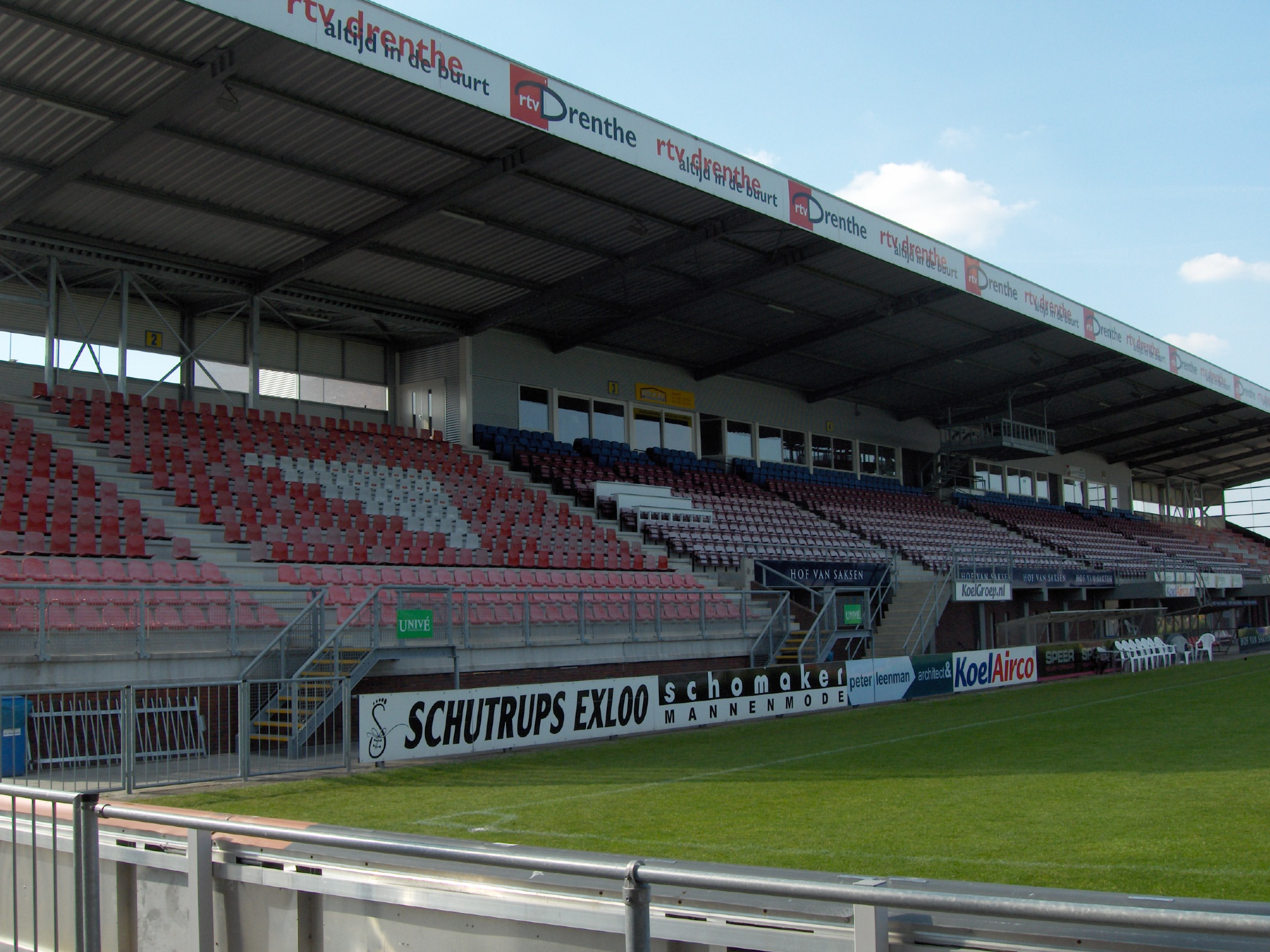
المنصة الرئيسية
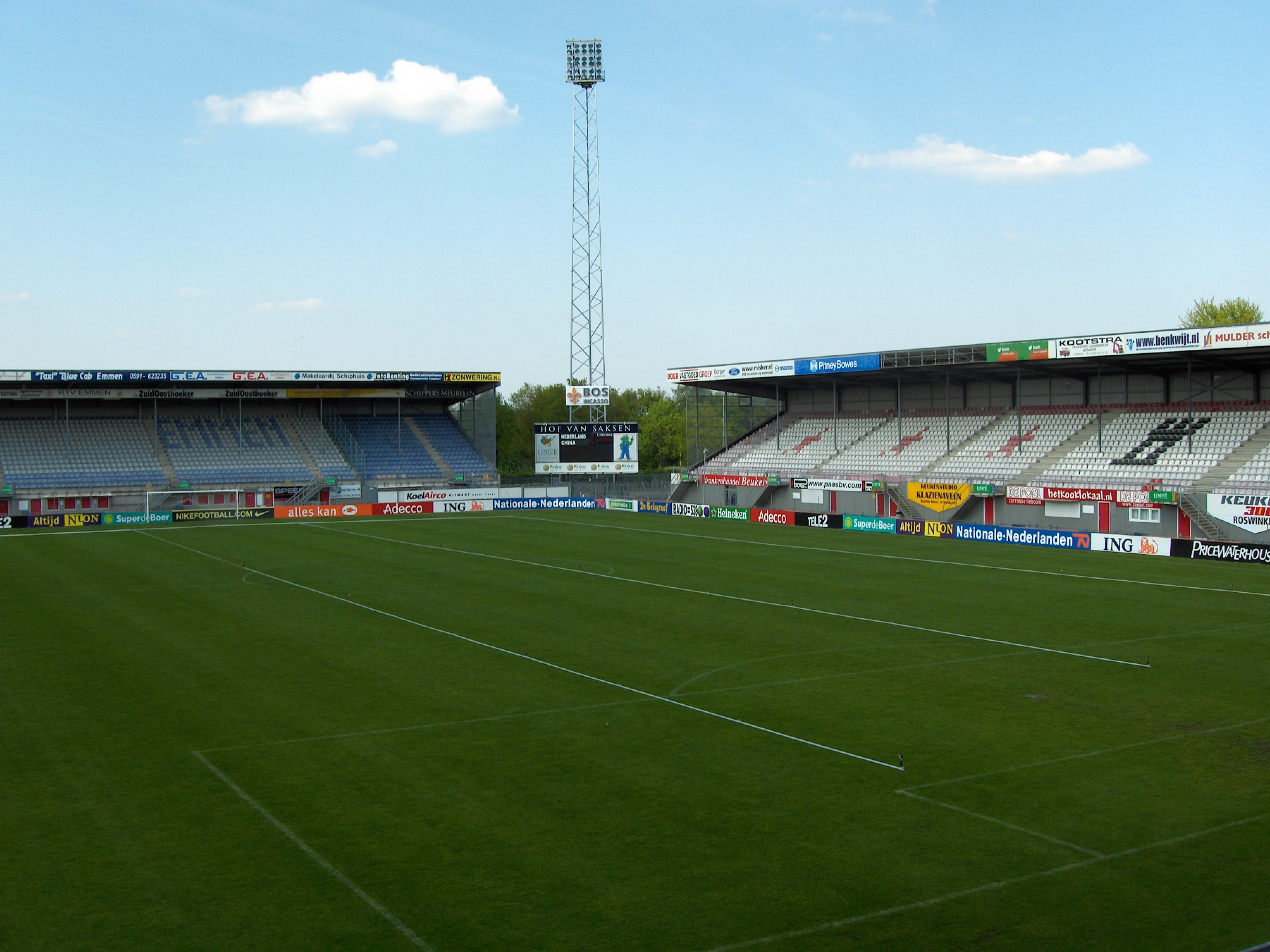
المدرجات الشمالية والشرقية
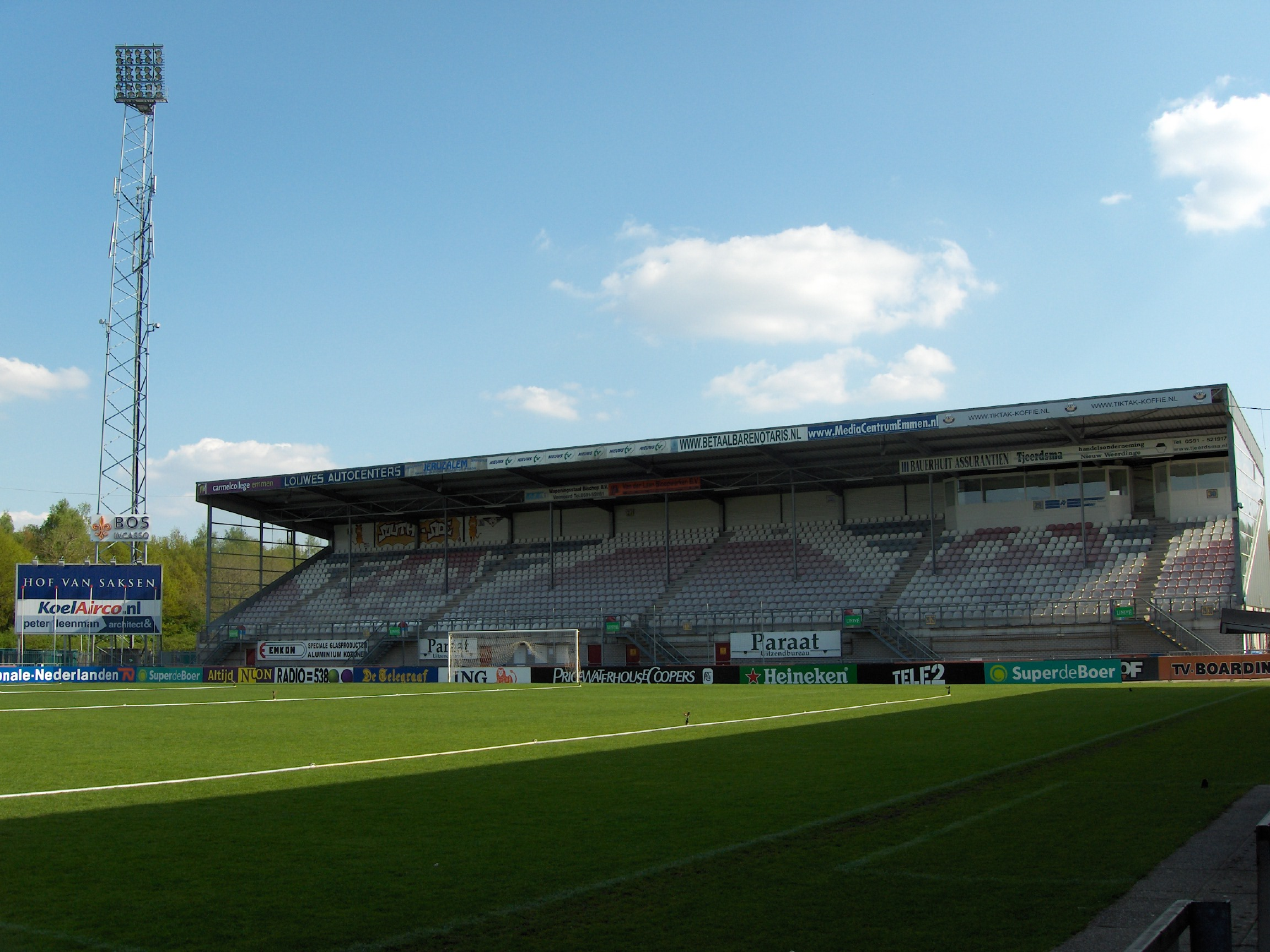
الجناح الجنوبي